# 市民日报
市民日報（葡萄牙語：Jornal do Cidadão）是一份在澳門出版的日报，於1944年8月15日由何曼公創刊兼任社長，而總編輯由陳霞子出任，2002年開設網站，現每份售價澳門幣2元。日報創辦初期以小說為主，數月後加添國際與本地新聞，及後再增添體育新聞。1992年起採用電腦雷射排版。
該報在2003年被澳門博彩股份有限公司收購後，印刷量與質素亦因此得以提升，但刊登之新聞、文章、廣告與立場也因而偏向該公司。澳門日報取消馬經版後，市民日報是現存唯一版面有馬經的澳門報紙。2010年5月29日早上，該報網站曾被懷疑是土耳其人的駭客入侵導致無法正常運作，中央社指這是澳門媒體網站首次遭可能具有政治動機的黑客入侵。

## 外部連結
- 官方网站
- 市民日报的Facebook專頁